# Ударная волна (роман)
Ударная волна (англ. Shockwave) — новеллизация сериала «Энтерпрайз» из саги Звёздный путь.

## Сведения о сюжете
Текст с обложки книги
Энтерпрайз и его команда проникли в космос гораздо дальше, чем все прежние корабли и экипажи Земли до них. Под командованием капитана Арчера они картографировали новые сектора, исследовали новые миры и устанавливали контакты с новыми цивилизациями, давая знать о себе Галактическому сообществу.
Парагаанская колония в глубоком космосе… Это был не первый контакт для «Энтерпрайза», но было два необычных аспекта. Первый: Парагаанцы — матриархальное общество. Второй: в атмосфере планеты повышенный уровень тетразина. Так как экипаж Энтерпрайза получил протоколы посадки, плазменные коллекторы были перекрыты на указанной высоте. Но что-то пошло не так…Огромный пламенный вихрь снес всё живое с поверхности планеты, унесся жизни 3600 колонистов. Экипаж уверен, что это не их вина, а капитан вдруг вспомнил убеждения Вулканского верховного командования в том, что людям ещё рано исследовать глубокий космос. Но мнение Арчера смог поменять внезапно объявившийся временной агент Даниэльс, теперь Арчер желает доказать невиновность экипажа. Но уже когда Энтерпрайз направляется к Земле, он захватывается Сулибанами. Есть ли у них теперь шанс раскрыть глаза людям на истинные причины трагедии?

## Прочая информация
В книге содержатся цитаты из серий: Холодный фронт и Задержанные

## Главные герои
- Команда Энтерпрайз NX-01